# Мао (Чад)
Мао (фр. Mao, араб. مؤ‎) — город в Республике Чад, административный центр региона Канем и входящего в него департамента Канем. Население города — 13,3 тыс. человек (1993), большинство исповедует ислам, однако в городе есть протестантская и католическая церкви.
Город находится к северо-востоку от озера Чад, на границе Сахеля и Сахары, примерно в 250 км севернее Нджамены. Растительность в районе города редкая, Мао испытывает недостаток в воде.
Недалеко от города расположен небольшой аэропорт Мао.

## История
Мао был основан в 1898 году султаном Али, братом султана Джураба, который был убит феццанами и другими сообщниками. С 1900 года Мао является административным центром севера страны.
18 июля 2010 года султан Канема Алифа Али Зезерти умер в больнице в Нджамене в возрасте 83 лет от осложнений после сердечного приступа. Он был 39-м правителем династии Канем и правил с 1947 года. Он был похоронен в Мао. Его предшественник, султан Зезерти, умер 26 сентября 1947 года, правив с 1925 года. Его сын был избран султаном на дополнительных выборах без конкуренции.
В октябре 2013 года на главном рынке Мао вспыхнули беспорядки, направленные против администрации Идрисса Деби, после того как офицер, близкий к Деби, застрелил гражданское лицо.
30 сентября 2015 года около 20:00 на главном рынке Мао вспыхнул крупный пожар. Его причина не была установлена. О погибших не сообщалось.
12 мая 2016 года в 5 часов утра на главном рынке Мао вспыхнул крупный пожар, второй за два года. Пожар начался на близлежащем складе горючего. О жертвах не сообщалось.

## Климат
| Показатель                    | Янв. | Фев. | Март | Апр. | Май  | Июнь | Июль | Авг. | Сен. | Окт. | Нояб. | Дек. | Год  |
| ----------------------------- | ---- | ---- | ---- | ---- | ---- | ---- | ---- | ---- | ---- | ---- | ----- | ---- | ---- |
| Средний суточный максимум, °C | 31,3 | 34,3 | 38,5 | 41,3 | 41,1 | 39,4 | 35,3 | 33,1 | 35,7 | 38,2 | 36,5  | 33,7 | 36,5 |
| Средняя температура, °C       | 22,7 | 25,2 | 29,5 | 32,9 | 33,5 | 32,5 | 29,6 | 27,8 | 29,5 | 30,2 | 27,9  | 24,9 | 28,9 |
| Средний суточный минимум, °C  | 14,2 | 16,1 | 20,6 | 24,5 | 25,9 | 25,6 | 24,0 | 22,6 | 23,4 | 22,3 | 19,3  | 16,2 | 21,2 |
| Норма осадков, мм             | 0    | 0    | 0    | 1    | 6    | 18   | 80   | 136  | 38   | 4    | 0     | 0    | 283  |
| Источник:                     |      |      |      |      |      |      |      |      |      |      |       |      |      |

## Экономика
По средам, в «День большого рынка», продаются свежие продукты, такие как лук, чеснок, финики, морковь, помидоры, огурцы, иногда баклажаны, которые были завезены в 2009 году Продовольственной и сельскохозяйственной организацией ООН. Также продаются фрукты, особенно бананы, иногда манго, папайя и гуава. Пшено также доступно как белое, так и красное.

## Образование
Первая французская школа в Чаде была основана при Мао в 1911 году с 11 учениками, среди которых: Его Величество султан Мута Зезерти, сын Сутана Али Бие, подписавшего протекторат в 1900 году с Францией. Первыми получившими образование гражданами Чада были Его Величество султан Мута Зезерти и некоторые из этих известных людей: Махамат Агрей, Мише Иссуа Адум, Аллабурса, а также Бешир Соу.